# Fredrik Johanson (1853–1942)
Johan Fredrik Johanson (i riksdagen kallad Johanson i Vetlanda), född 1 september 1853 i Bäckseda församling, död 29 april 1942 i Vetlanda församling, var en lantbrukare, fabrikör och politiker. Han var ledamot av riksdagens andra kammare 1912-14 och tillhörde liberala samlingspartiet. Han motionerade i riksdagen om ersättning åt epidemidrabbade familjer samt om förbud mot järnvägsbefordran av brännvin.